# Lug Orehovički
 Lug Orehovički  falu Horvátországban Krapina-Zagorje megyében. Közigazgatásilag Bedekovčinához tartozik.

## Fekvése
Zágrábtól 30 km-re északra, községközpontjától  3 km-re északkeletre a Horvát Zagorje területén fekszik.

## Története
1857-ben 92, 1910-ben 196 lakosa volt. Trianonig Varasd vármegye Zlatari járásához tartozott. A településnek 2001-ben 211 lakosa volt.

## Külső hivatkozások
- Bedekovčina község hivatalos oldala